# Edificio B del complesso di Sorgane

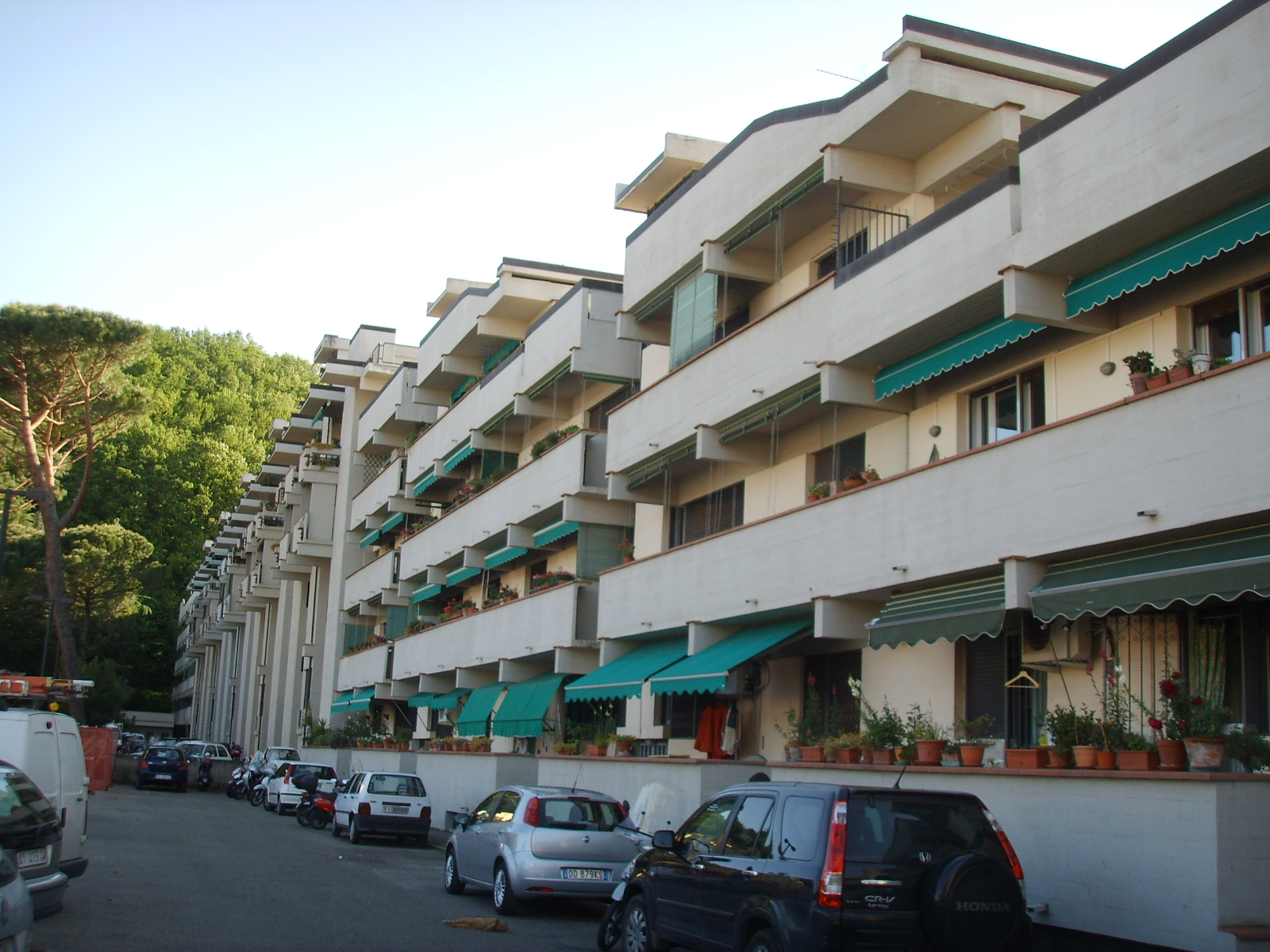
Edificio "B"

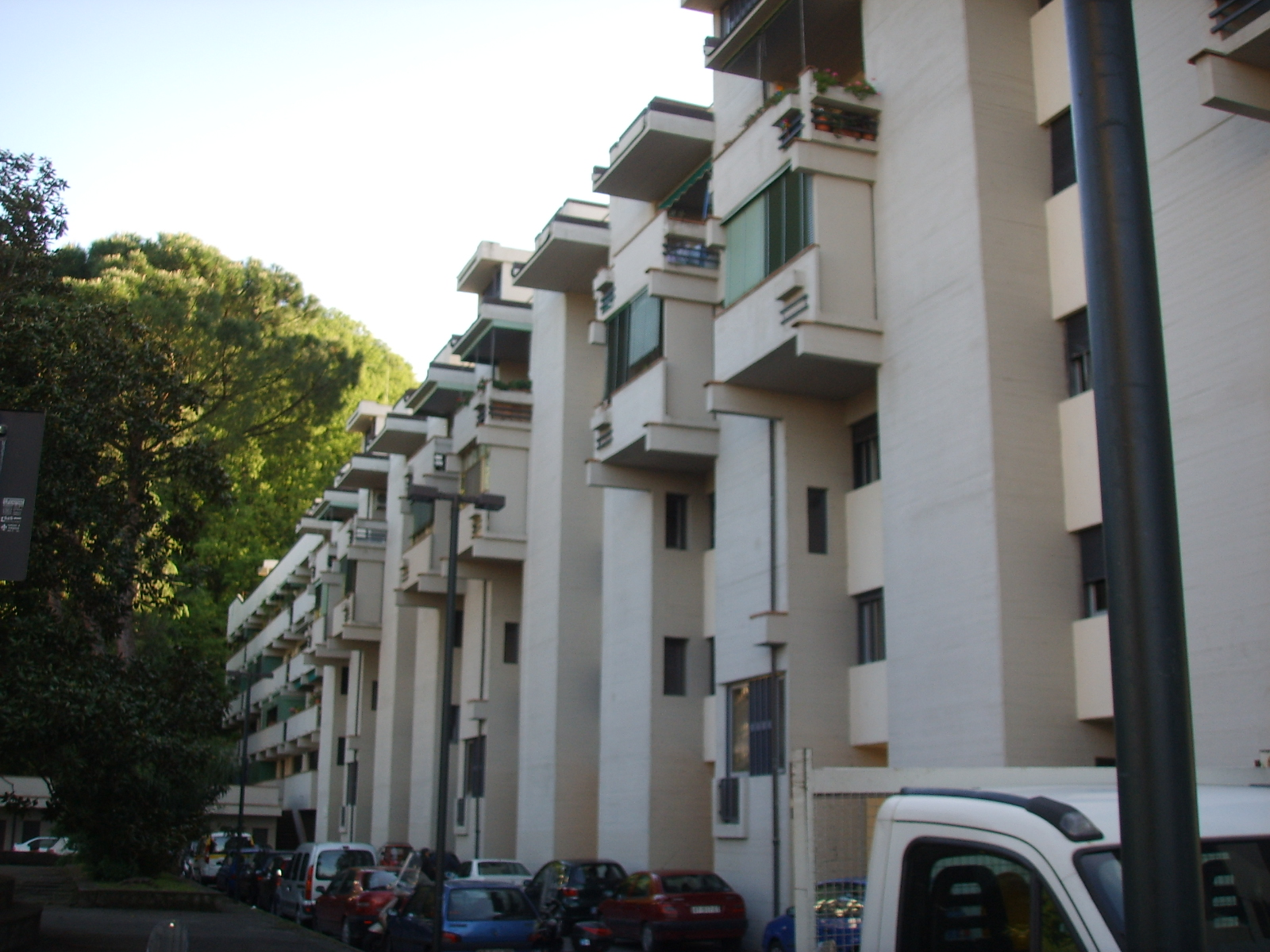
Prospetto verticale

Il cosiddetto edificio B è uno dei palazzi del complesso di case popolari a Sorgane realizzati tra il 1962 e il 1970 da un team di architetti fiorentini. In particolare questo edificio venne progettato dal gruppo di Leonardo Savioli. Si trova tra il viale Benedetto Croce e il viale Isonzo.

## Architettura
L'edificio B (particella 217) è caratterizzato da una planimetria rettangolare a sviluppo longitudinale (circa 200 metri) e da una volumetria compatta e si articola su 2, 3, 4 e 5 piani fuori terra ed è qualificato dalla tipologia in linea. Il trattamento volumetrico è differenziato cosicché l'edificio, benché formalmente omogeneo, risulta suddiviso in 3 diverse entità.
Il primo nucleo, con la facciata nord allineata sulla via Isonzo, presenta un andamento a gradoni, più basso sul fronte strada (2 piani), più alto procedendo verso la collina (4 piani): i due fronti sono scanditi orizzontalmente per tutta la lunghezza dai balconi (parapetto in cemento faccia vista e solaio su travi ricalate), interrotti soltanto in corrispondenza dei 3 vani scale, caratterizzati all'esterno dal prevalere dei vuoti (finestre ed ampie aperture scandite da una griglia geometrica in metallo) sui pieni. Le aperture si inseriscono sul fronte attenendosi ad una corrispondenza per assi verticali.
Il secondo nucleo, porzione centrale, è invece caratterizzato da un'altezza costante (5 piani fuori terra) e da un'articolazione in pianta (ritmo costante di aggetti e rientranze): il volume risulta pertanto scandito da una successione di pieni fortemente verticalizzati nei quali si inseriscono, ai piani quarto e quinto, i volumi aggettanti dei balconi e delle tettoie, ed ai rimanenti le aperture disassate di porte e finestre. Il piano terra è attraversato longitudinalmente da un percorso pedonale dal quale si accede ai vani scale ed alle cantine.
Il terzo nucleo, su 4 e 5 piani fuori terra, si collega, tramite una piastra adibita a cantine e garage, ai corpi degli edifici prospicienti: presenta un'articolazione di facciata che risulta dalla commistione dei due precedenti, senza tuttavia l'enfatizzazione orizzontale dei balconi del primo e quella verticale dei corpi in muratura del secondo. L'intero complesso è caratterizzato dalla praticabilità del piano del tetto e da appartamenti d'impianto tradizionale (4 o 5 vani). Le superfici esterne sono in cemento faccia vista, in parte intonacate per i fronti del corpo a gradoni.
Il percorso pedonale interno al piano terra è rivestito in lastre di arenaria. Gli infissi esterni sono in metallo, gli avvolgibili in Pvc; gli infissi interni in legno.